# Rapatea spectabilis
Rapatea spectabilis är en gräsväxtart som beskrevs av Pilg.. Rapatea spectabilis ingår i släktet Rapatea och familjen Rapateaceae. Inga underarter finns listade i Catalogue of Life.